# Hari Nef
Hari Nef (Filadelfia, Pensilvania; 21 de octubre de 1992)es una modelo, actriz y escritora estadounidense. Su papel de Gittel en la serie original de Amazon, Transparent, le valió un Premio del Sindicato de Actores de la Pantalla a Actuación Sobresaliente de un Conjunto en una Serie de Comedia en 2016.
Hizo su debut en la pasarela de la New York Fashion Week primavera 2015, desfilando para Hood By Air y Eckhaus Latta, y posteriormente se convirtió en la primera mujer abiertamente transgénero que firmó con IMG Models. Se convirtió en la primera mujer abiertamente transgénero en aparecer en la portada de una importante revista británica.  Nef ha escrito sobre una amplia variedad de temas, desde bellas artes y cine hasta sexo, género e identidad transgénero.  Vive y trabaja en la ciudad de Nueva York.

## Primeros años y educación
Hari Nef nació en Filadelfia, en una familia judía. Sus padres son David Nef, un ejecutivo, y su pareja Robin. Se divorciaron cuando ella tenía dos años y fue criada por su madre en Newton, Massachusetts.
Comenzó a asistir a la Universidad de Columbia en 2011 y se graduó en mayo de 2015.

## Carrera
Sus escritos han aparecido en Dazed, Vice, Original Plumbing y BlackBook.
En 2014, Nef figuró en la portada de Frische Magazine. Ese mismo año, figuró en el puesto 68 en la lista de Dazed'. Nef también se quedó con el primer puesto de 100, y apareció en i-D dos veces.
En 2015, desfiló para Adam Selman, VFiles, Vejas, Degen, y Eckhaus Latta otra vez.
En mayo de 2015, Nef fue contratada por IMG Models, convirtiéndola en la primera transgénero en hacerlo.
En el verano de 2015, Nef fue contratada por Amazon Prime por Transparent, la cual debutó en febrero de 2015. También protagonizó el videoclip de The Drums, "There is Nothing Left" en agosto de ese año.
En 2015, el periodista The Forward la incluyó en su lista de Forward 50, sobre los 50 judíos más influyentes.
Elle produjo una edición para septiembre de 2016, en uno de ellos figuraba Nef, la primera vez que una mujer transgénero era portada de una revista británica.
En enero de 2017, Nef protagonizó un comercial para L'Oréal Paris junto a Blake Lively, Lara Stone y Xiao Wen Ju. La campaña fue estrenada en la 74° Edición de los Globos de Oro.
Nef es una de las estrellas de la película de 2018, Assassination Nation. Hizo el papel de Blythe en el programa You estrenada en 2018.

## Filmografía

### Películas
| Año  | Título               | Papel          | Notas        |
| ---- | -------------------- | -------------- | ------------ |
| 2016 | Crush                | Clare          | Cortometraje |
| 2018 | Mapplethorpe         | Tinkerbelle    |              |
| 2018 | Assassination Nation | Bex            |              |
| 2023 | Barbie               | Barbie doctora |              |

### Televisión
| Año  | Títulos                   | Papel         | Notas                                          |
| ---- | ------------------------- | ------------- | ---------------------------------------------- |
| 2015 | Transparent               | Gittel        | 5 episodios                                    |
| 2018 | You                       | Blythe        | 4 episodios                                    |
| 2018 | Camping                   | Nia           | Episodio: "Up All Night"                       |
| 2020 | Room 104                  | Katherine     | Episodio: "The Murderer"                       |
| 2022 | The Marvelous Mrs. Maisel | L. Roy Dunham | Episodio: "Maisel vs. Lennon: The Cut Contest" |
| 2022 | And Just Like That...     | Rabbi Jen     | Episodio: "Seeing the Light"                   |
| 2023 | Extrapolations            | Anna          | Episodio: "2068: The Going-Away Party"         |
| 2023 | The Idol                  | Talia         | 4 episodios                                    |